# Wiel van der Randen

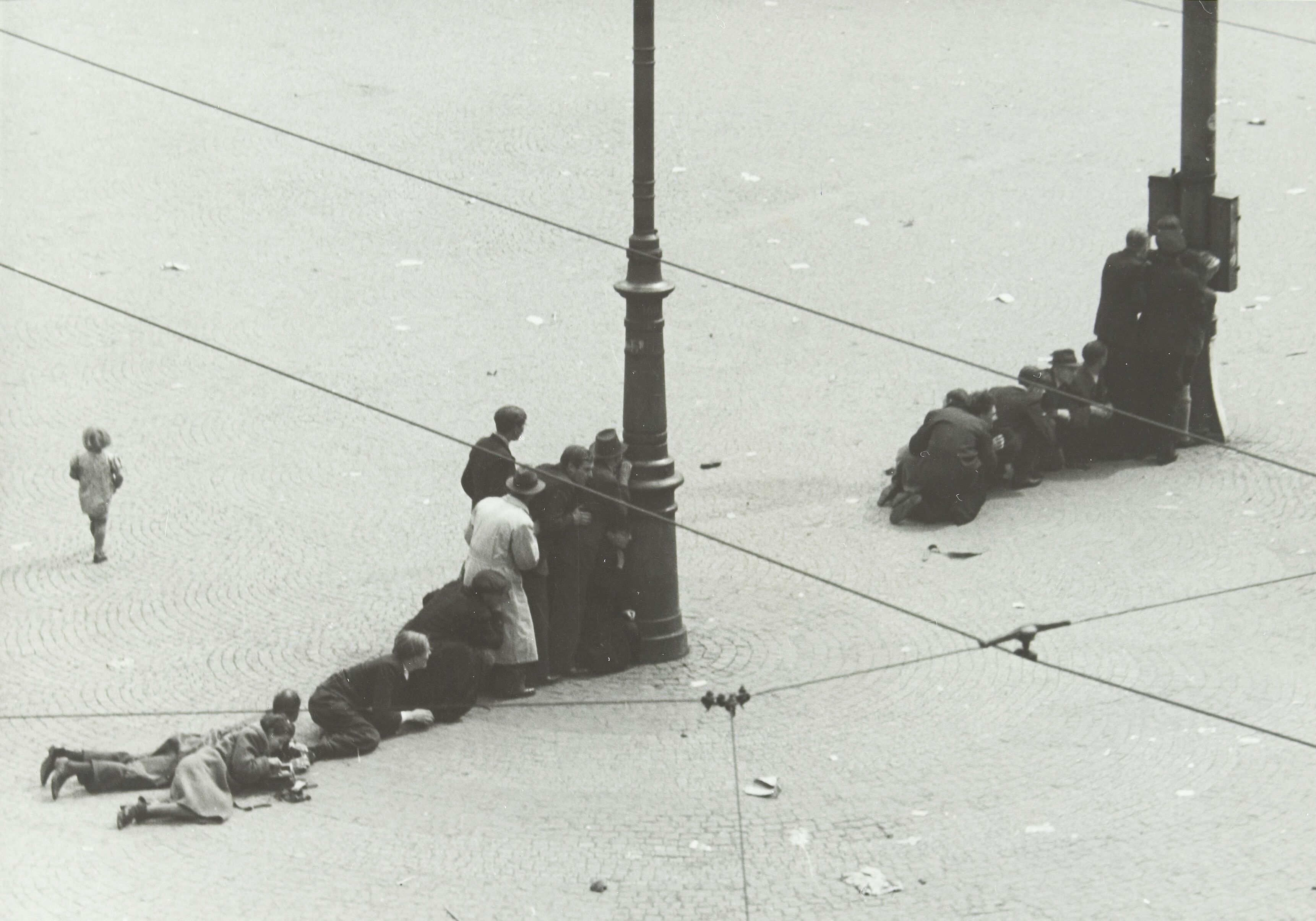
Německá armáda začala střílet do davu na náměstí Dam; Lidé se kryjí před palbou, zmatené a ztracené dítě tápe ve volném prostoru. Více než dvacet lidí bylo zabito. 7. května 1945

Wilhelmus Hubertus Jacobus van der Randen (10. března 1897 Venlo – 24. července 1949 Amsterdam) byl nizozemský fotograf, novinář, malíř a kreslíř. Byl členem spolku De Ondergedoken Camera.

## Kariéra
Po střední škole Wiel van der Randen navštěvoval grafickou školu v Utrechtu. Poté pracoval jako kreslíř, knihkupec a fotograf, od roku 1926 jako fotograf-editor na Nieuwe Venlosche Courant. O rok později se odstěhoval do Den Bosch, kde se stal fotožurnalistou u Fotopersbureau Het Zuiden. Již v roce 1928 se rodina přestěhovala do Amsterdamu, kde Van der Randen nejdříve pracoval v tiskárně a následně až do roku 1934 jako fotožurnalista v De Telegraaf. V roce 1934 nastoupil do De Spaarnestad,kde pořizoval fotografické reportáže pro týdeníky Katholieke a Panorama. Často své reportážní snímky doplňoval texty. V roce 1934 pro Katholieke Illustratie fotografoval jordánskou vzpouru a pohřeb knížete Hendrika.

## 35mm fotoaparát
Van der Randen byl jedním z prvních novinářských fotografů ve třicátých letech, který pracoval s praktickým kinofilmovým fotoaparátem Leica s výměnnými objektivy a zábleskem. Leica byla mnohem pohotovější než starší typy přístrojů. Mezi fotografy bylo obvyklé stále používat skleněné desky až do konce třicátých let, výroba snímků a flexibilita byla omezenější. Van der Randen nepoužíval pouze 35 mm fotoaparát, ale navíc si své fotografie sám vyvolával ve vlastní temné komoře, což mu umožnilo maximálně ovlivnit jejich kvalitu. V průběhu 30. let se vypracoval na jednoho z předních fotografů a je považován za zakladatele novinářské fotografie v Nizozemsku. Kromě práce fotografa a novináře byl malířem, kreslířem a ilustrátorem.

## Válka i mimo ni
Po vyhlášení okupační novinářské vyhlášky Journalistenbesluit ze dne 2. května 1941 se Van der Randen stal členem Asociace nizozemských novinářů, což mu umožnilo pokračovat v práci. To trvalo až do března 1942, kdy skončil Katholieke Illustratie. Spolek De Ondergedoken Camera (1943-1945) byla skupina nizozemských fotografů, kteří během druhé světové války prováděli odbojovou práci dokumentací okupace a Wiel van der Randen byl jejich součástí. Underground kamera nebo Skrytá kamera byla skupina, která vznikla z iniciativy fotografů Fritze Kahlenberga a Tonnyho van Renterghema a zahrnovala jak profesionální fotografy, tak i amatéry. Cílem bylo využít jejich schopnosti dokumentovat. Protože fotografování bylo během německé okupace Nizozemska zakázáno, pracovalo se jim za velmi obtížných okolností. Pro svou vlastní bezpečnost často zůstávali v anonymitě a někdy pod pseudonymem. Jejich cílem bylo zachytit všední život v nacisty okupovaném Nizozemí. Museli se vypořádat s velkými logistickými problémy, jako byl nedostatek materiálu a omezená elektrické energie, vyžadující použití karbidových výbojek a centrální temné komory, ale i tak se jim podařilo zachytit hodně situací. Fotoaparáty byly často skryty pod bundou, novinami nebo zabudovány do nákupních tašek nebo aktovek s otvorem pro objektiv.
V dalších letech války byla jeho fotografická a žurnalistická produkce na nízké úrovni a na Rijksacademie voor Beeldende Kunsten se zúčastnil kurzů malování s kolegy, jako byli Karel Appel nebo Bert Haanstra, částečně proto, aby si rozšířil své schopnosti a částečně zaplnil čas. V den osvobození 7. května 1945 fotografoval na náměstí Dam v Amsterdamu, na kterém lidé oslavovali konec války, ale do davu náhle začali střílet němečtí vojáci. Wiel van der Randen pořídil impozantní snímky obětí a lidí, kteří se snažili chránit před střelbou. Statistika v číslech: 22 zabitých a 120 zraněných. Po válce byl Van der Randen očištěn a bylo mu dovoleno znovu publikovat. Se zvláštní žádostí, jen Van der Randen a jeho kolega Sem Presser byli pozváni k záznamu inaugurace princezny Juliany na královnu v Nieuwe Kerk v září 1948. Na jaře 1949 onemocněl a zemřel v červenci téhož roku ve věku 52 let. Jeho rozsáhlé a pestré dílo se dochovalo téměř kompletní a je uchováno na Spaarnestad Photo v Haagu.

## Rodina
Van der Randen si v roce 1920 ve městě Venlo vzal Angelu Annu Teunsovou (1893-1956), se kterou měli dva syny a dvě dcery. Jeho nejstarší syn Robèrt (1920-1986) pracoval od roku 1946 do roku 1976 jako fotograf na volné noze a reportážní fotograf.

## Galerie

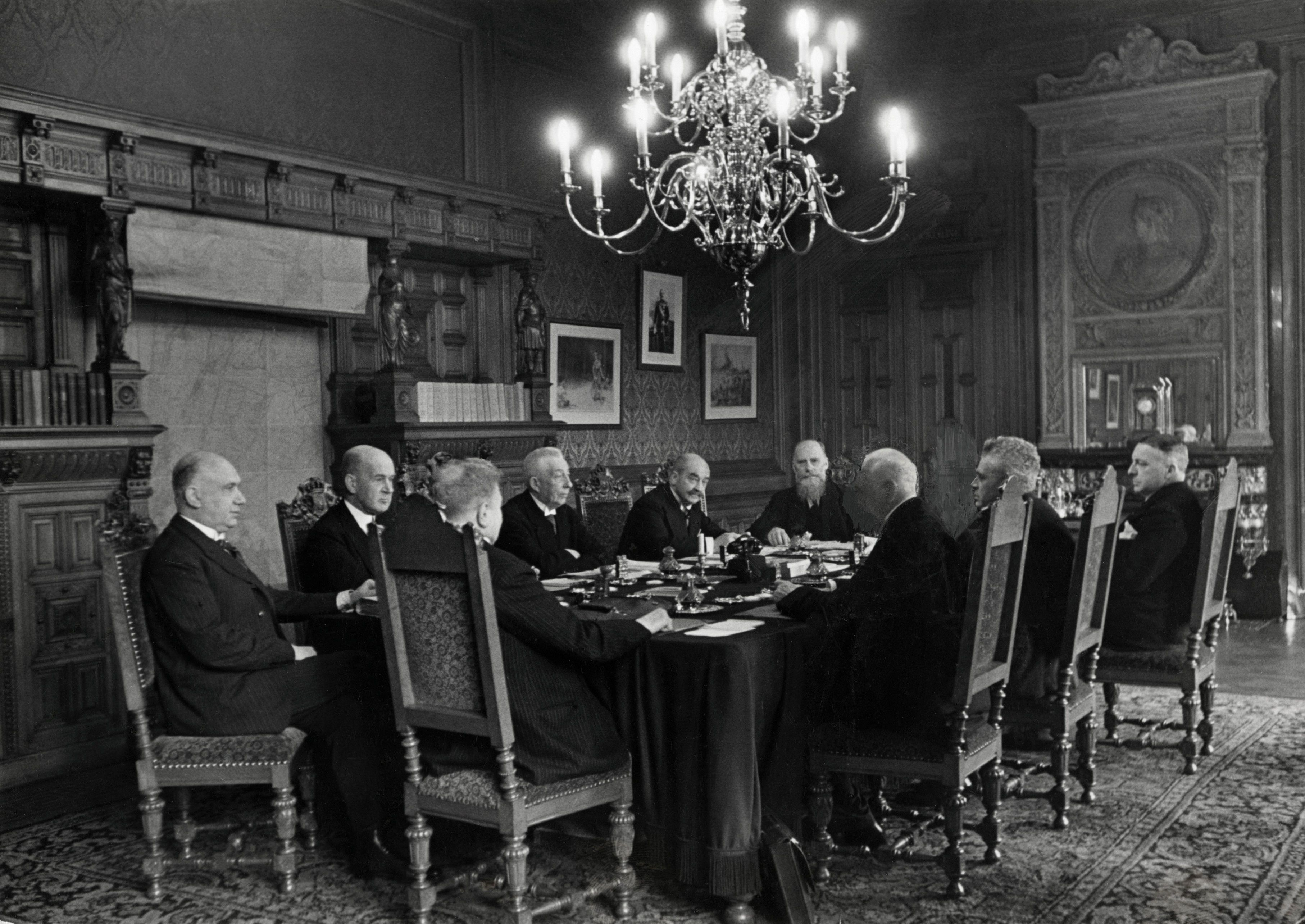
Van der Randen fotografoval setkání kabinetu Colijn II dne 1. srpna 1935.
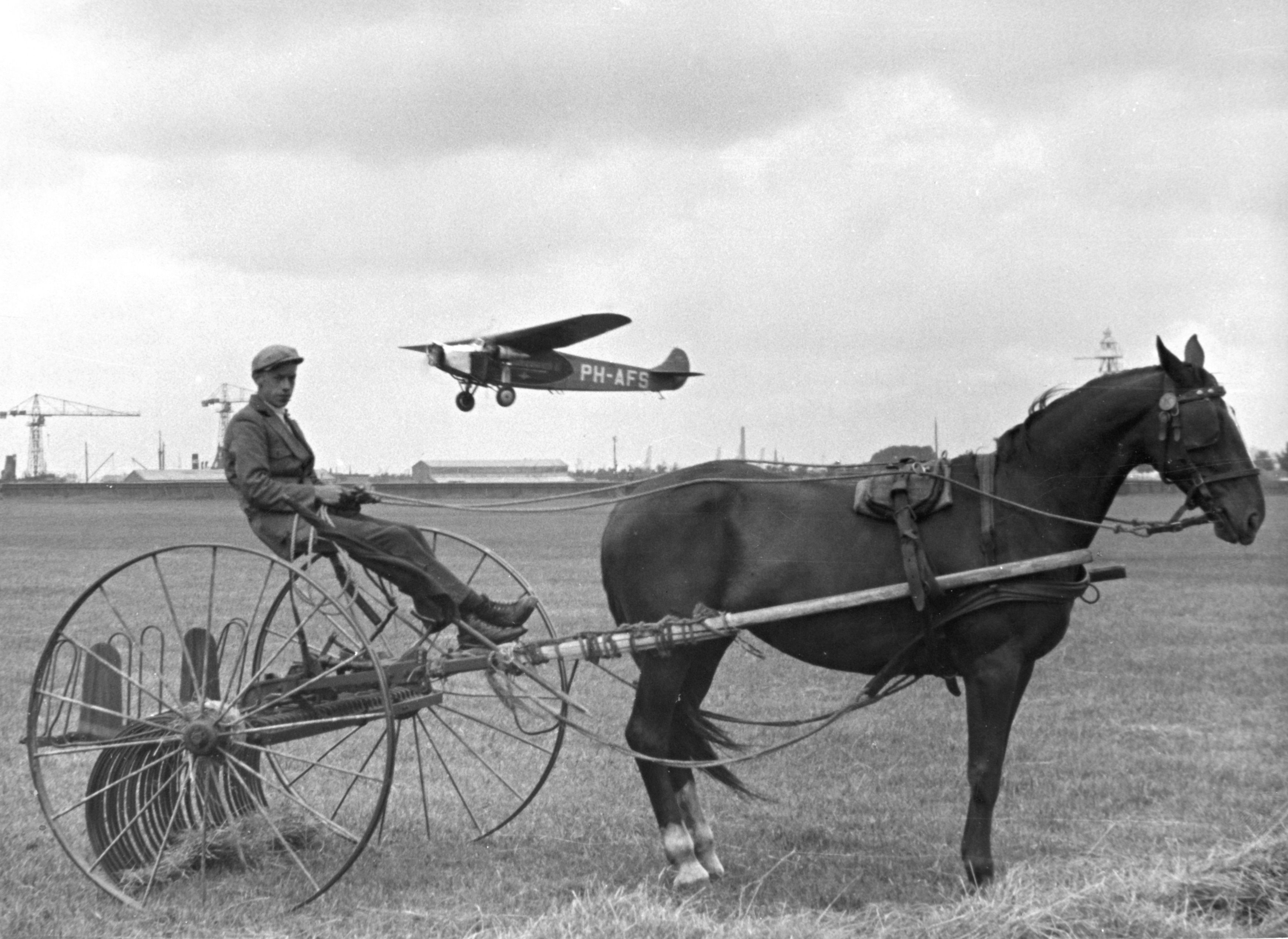
Letadlo prolétá kolem zemědělce. Letiště Waalhaven, Rotterdam, Nizozemsko, 1934.
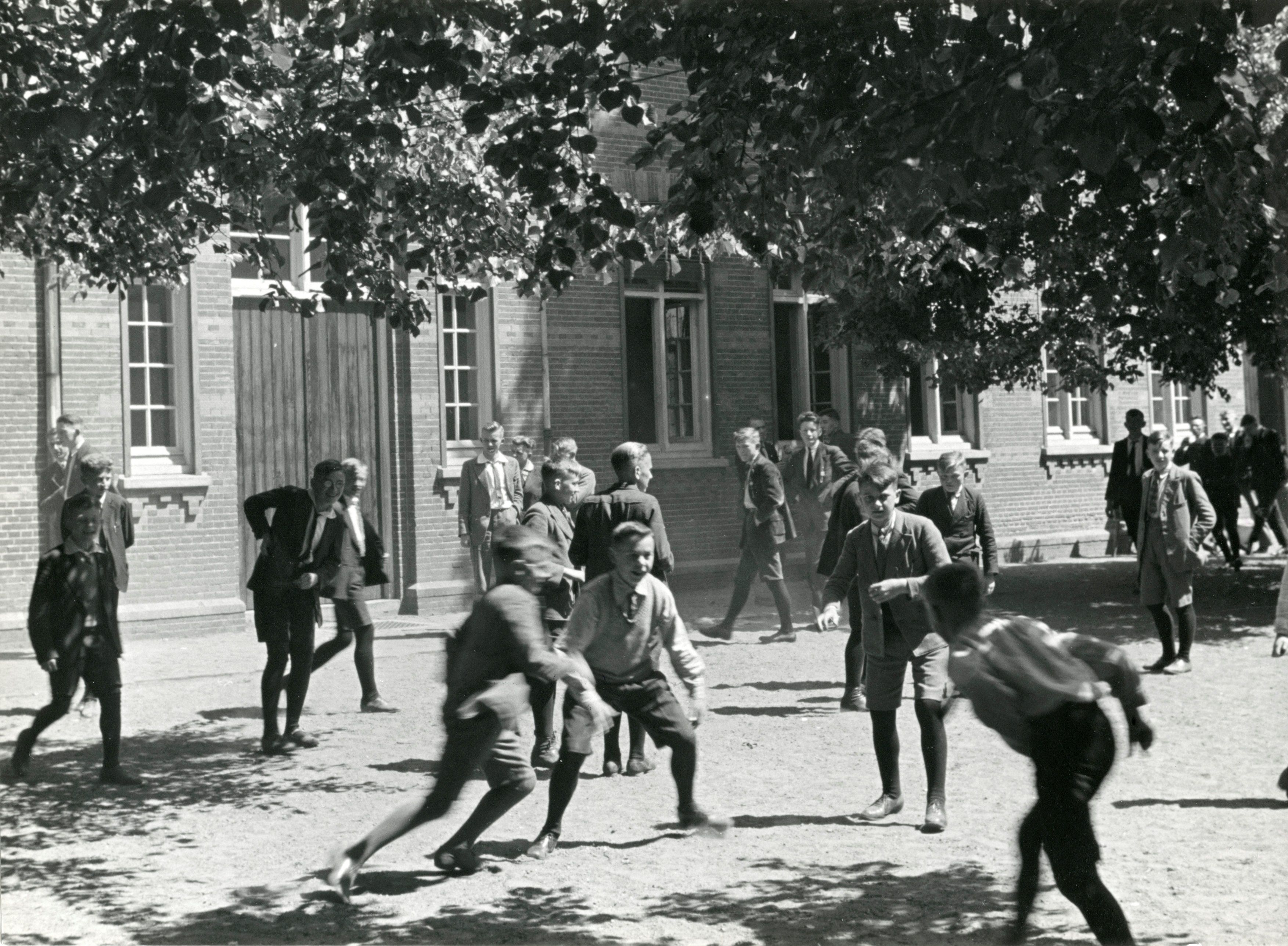
Chlapci na dvoře klášterní školy, Heeswijk, Nizozemí, 1934.
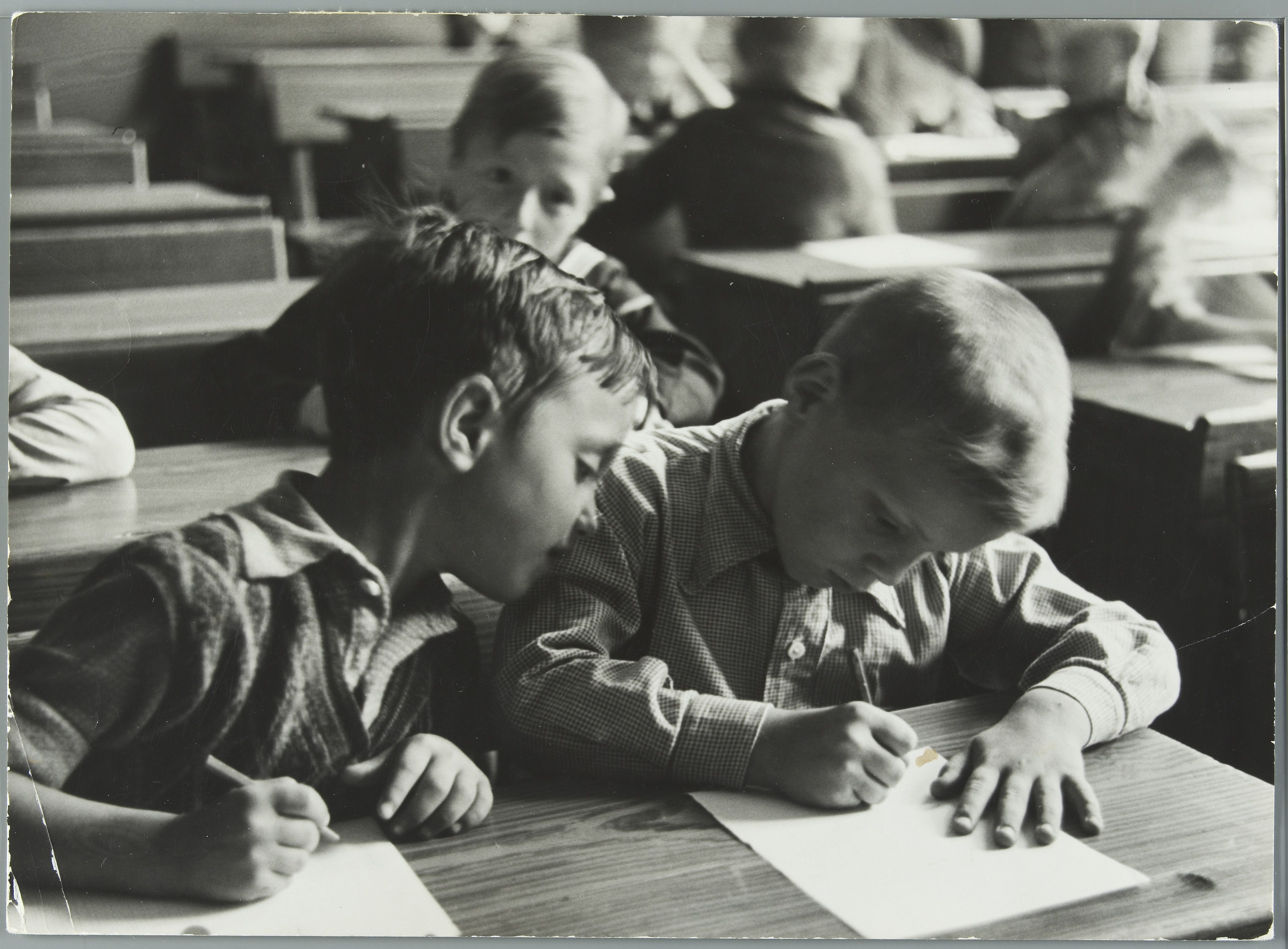
Malí žáci píšou perem na papír v učebně. Neznámé místo v Nizozemsku. 1937.
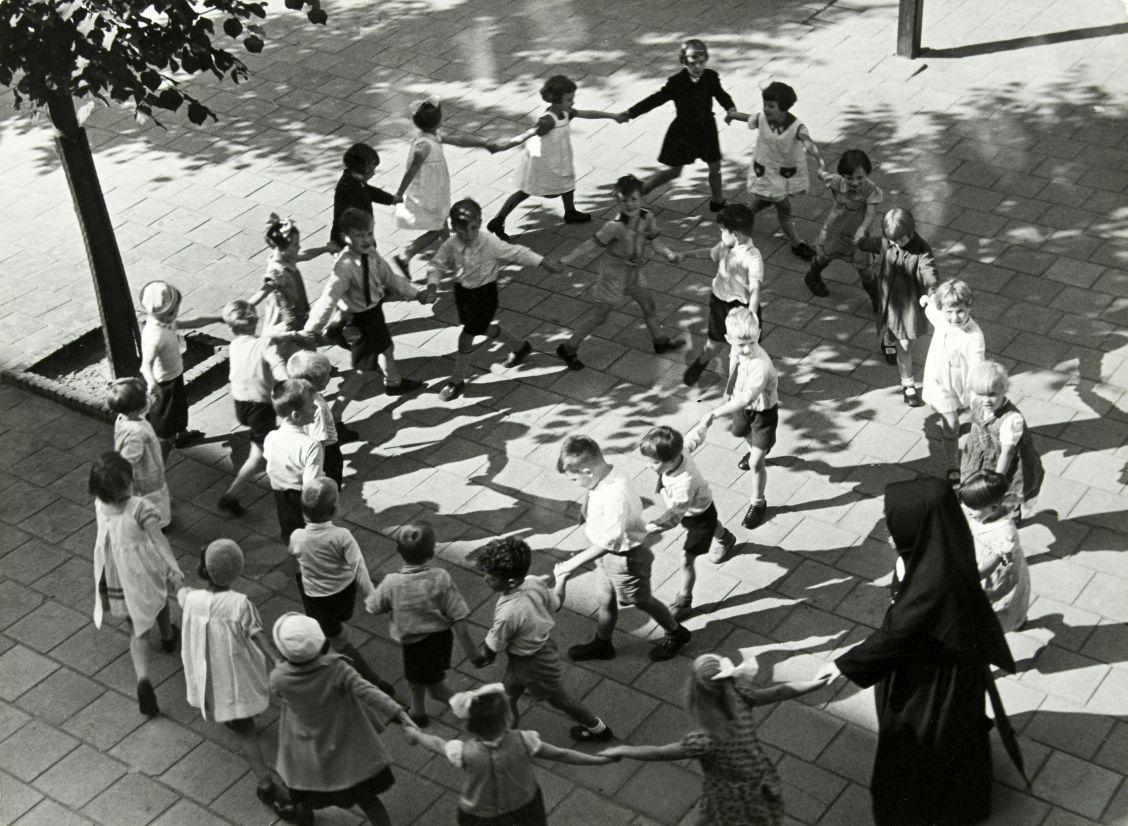
Děti chodí v kruhu v mateřské školce, prázdniny 1938
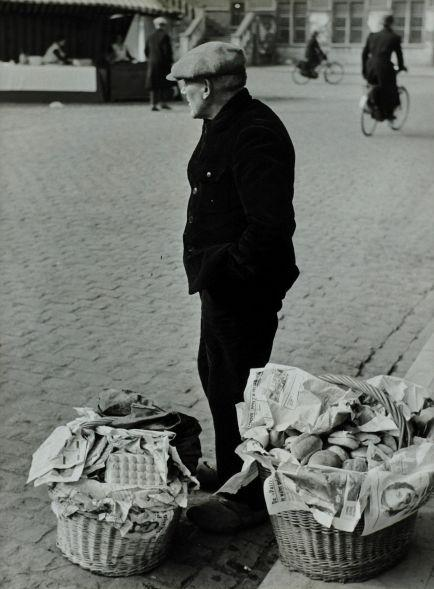
Pouliční prodejce s košem plným sendvičů, Belgie, Maldegem, 1938.
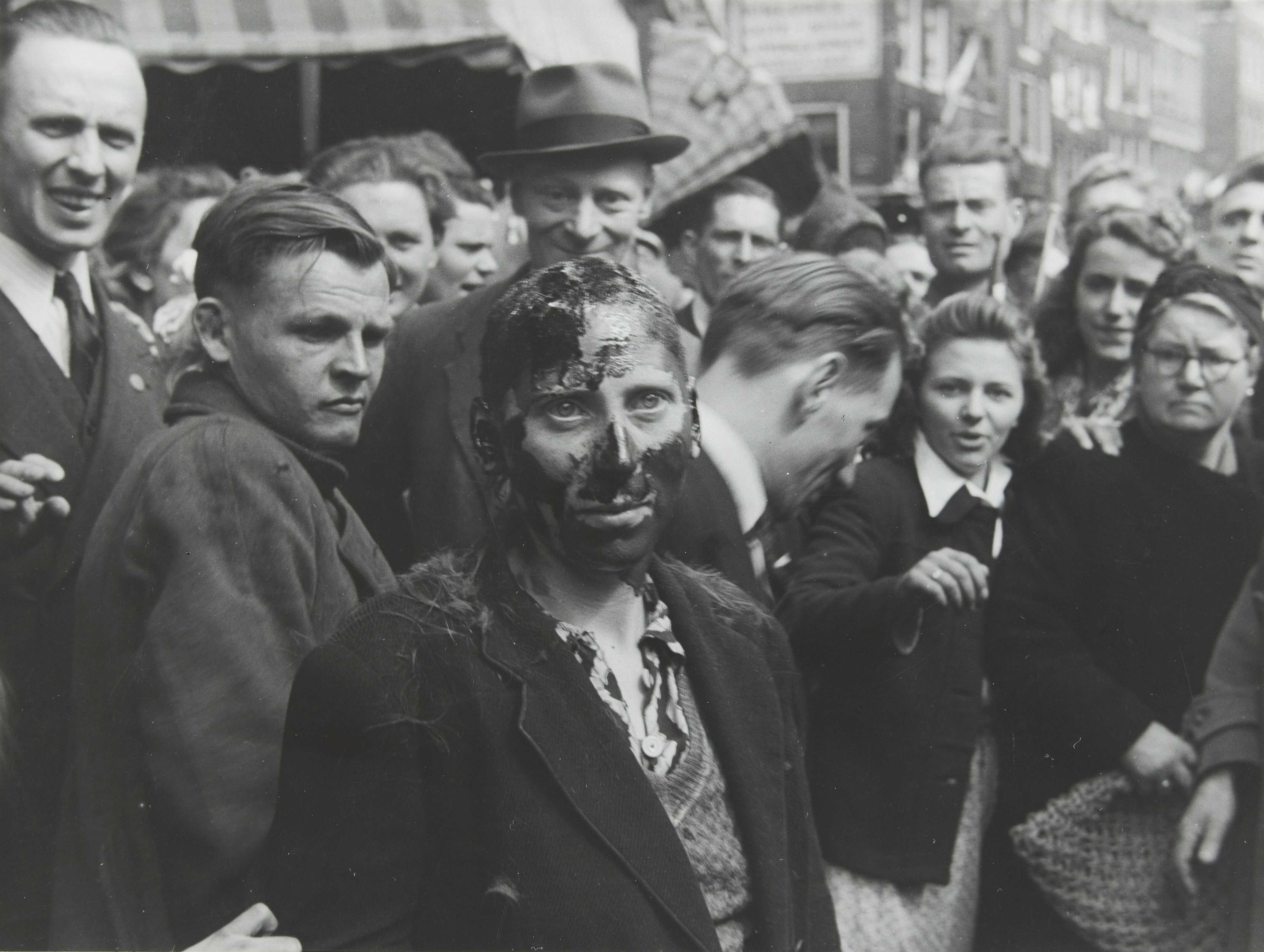
Po válce se část kolaborujících žen (tzv. Moffenmeid nebo Tyskertøseru) stala obětí rozsáhlých a brutálních odvetných činů a útoků. Byly jim oholeny vlasy, obličeje jim byly pomazány dehtem nebo smolou.
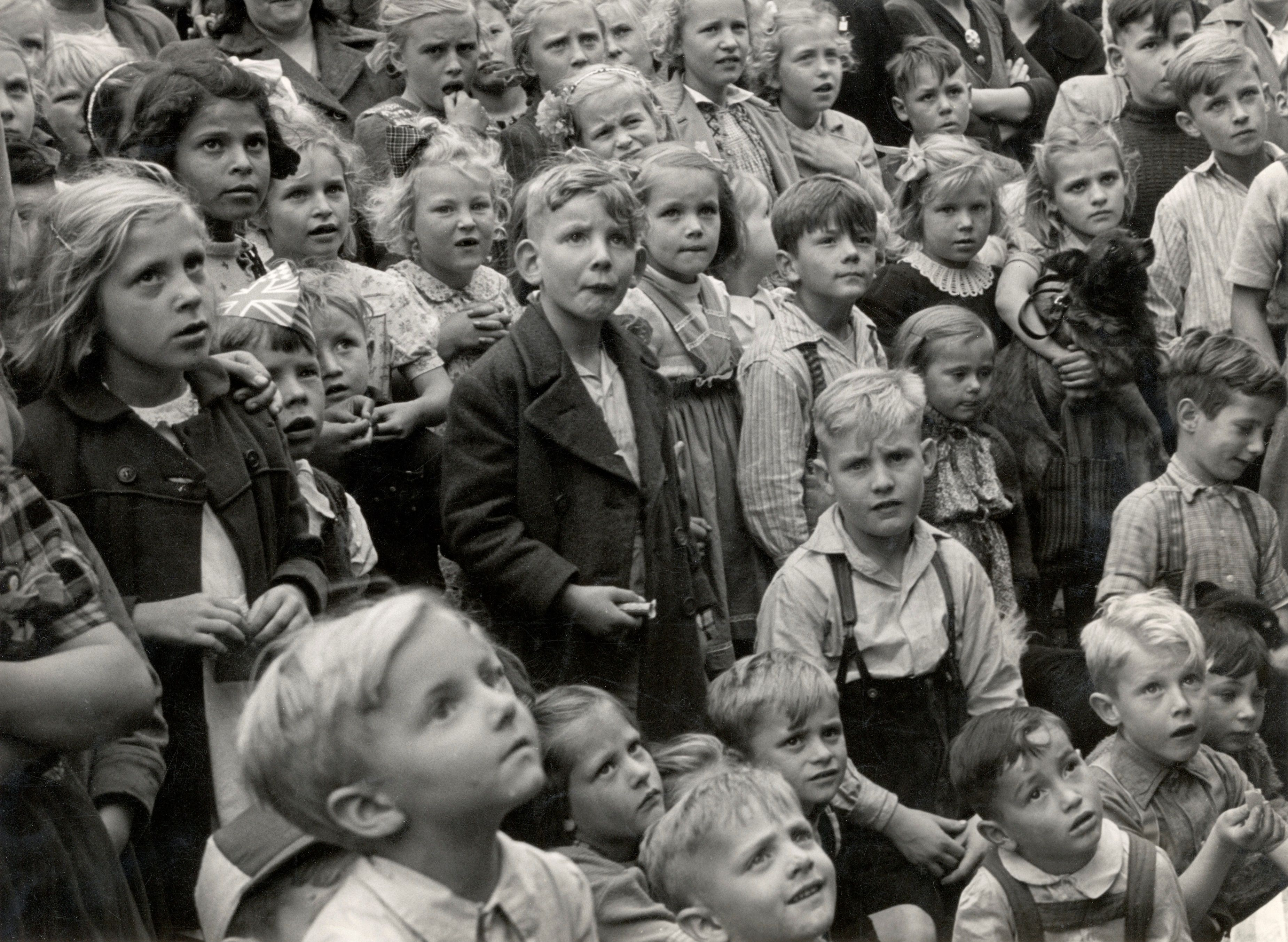
Diváci: děti něco pozorně sledují na Nieuwmarkt v Amsterdamu. Pravděpodobně loutkové představení u příležitosti jmenování Juliany královnou.
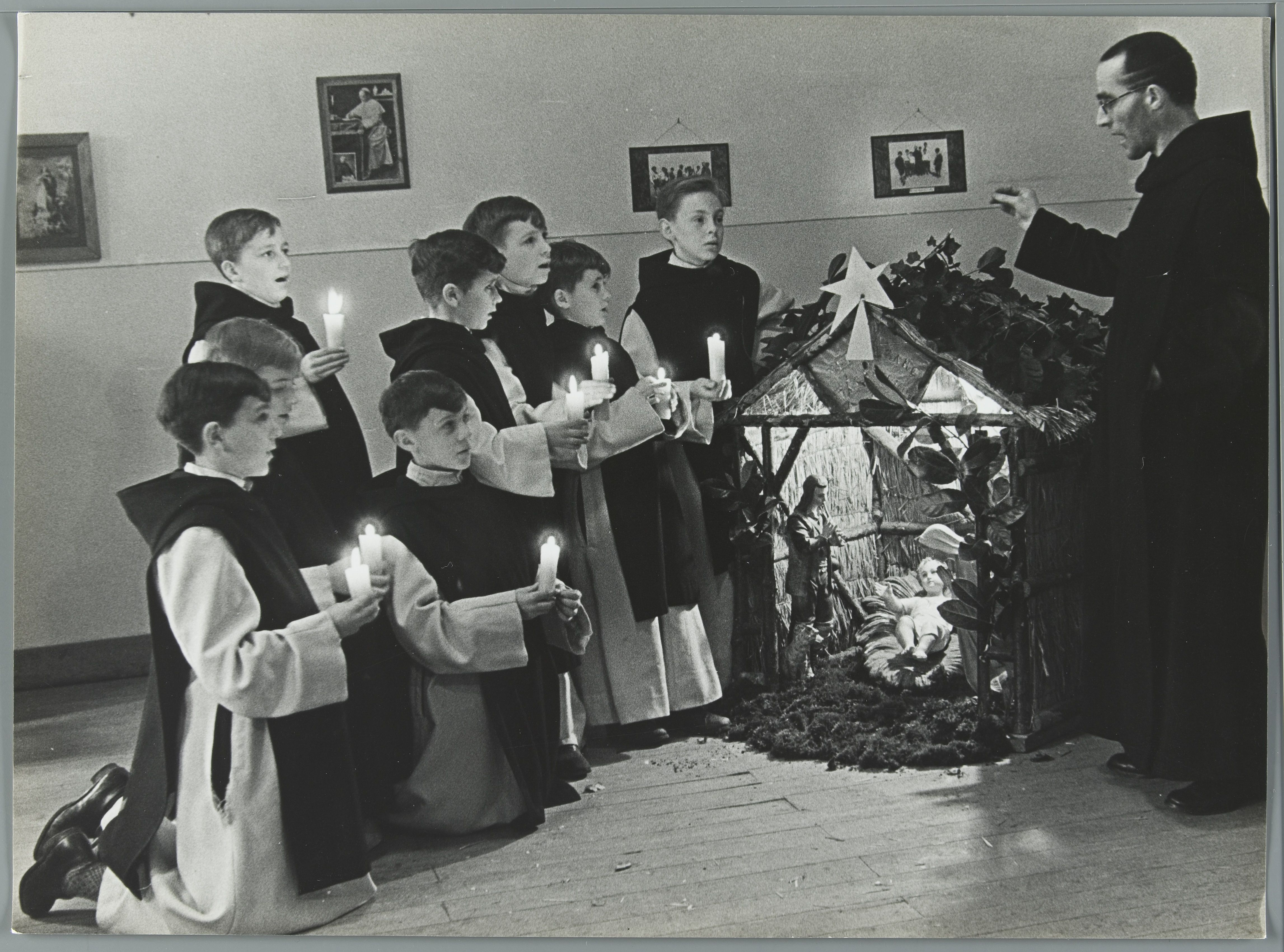
Klášterní škola benediktinů (opatství Sint Andries) v Lophem, Belgie, poblíž Bruggy. 1935. Během Vánoc mnich vede sbor chlapců s hořící svíčkou v jejich rukou, zpívají vánoční písně při narození hvězdy.
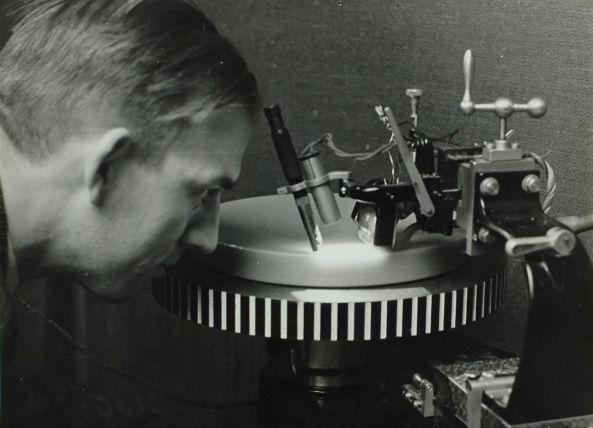
Technik kontroluje vytváření gramofonového záznamu, Nizozemsko, 1935.
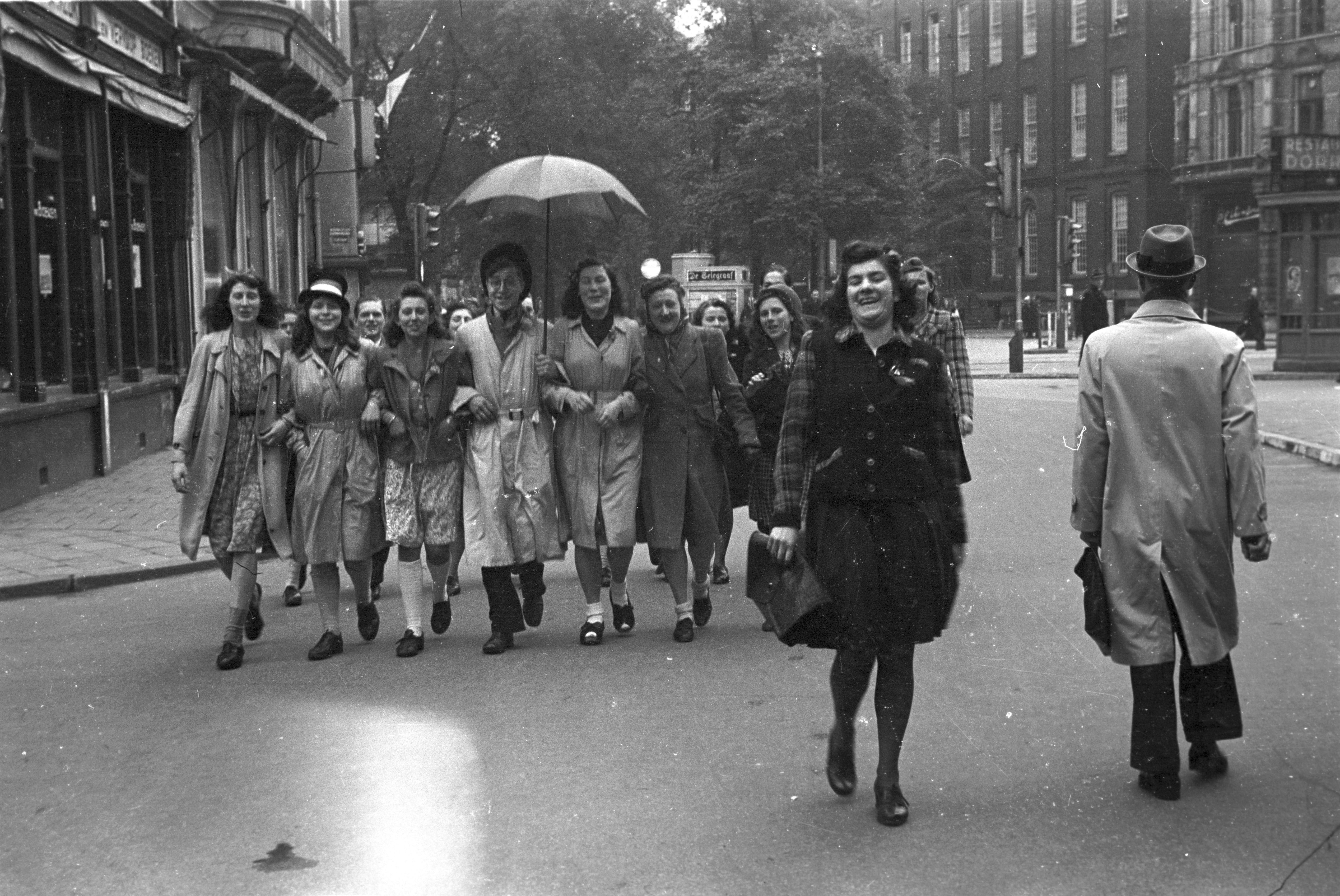
Druhá světová válka. Den osvobození. Oslava lidí na jejich cestě k náměstí Dam v Amsterdamu, kde o něco později němečtí vojáci zahájili palbu do davu oslavujících (22 zabitých, 120 zraněných), 7. května 1945.
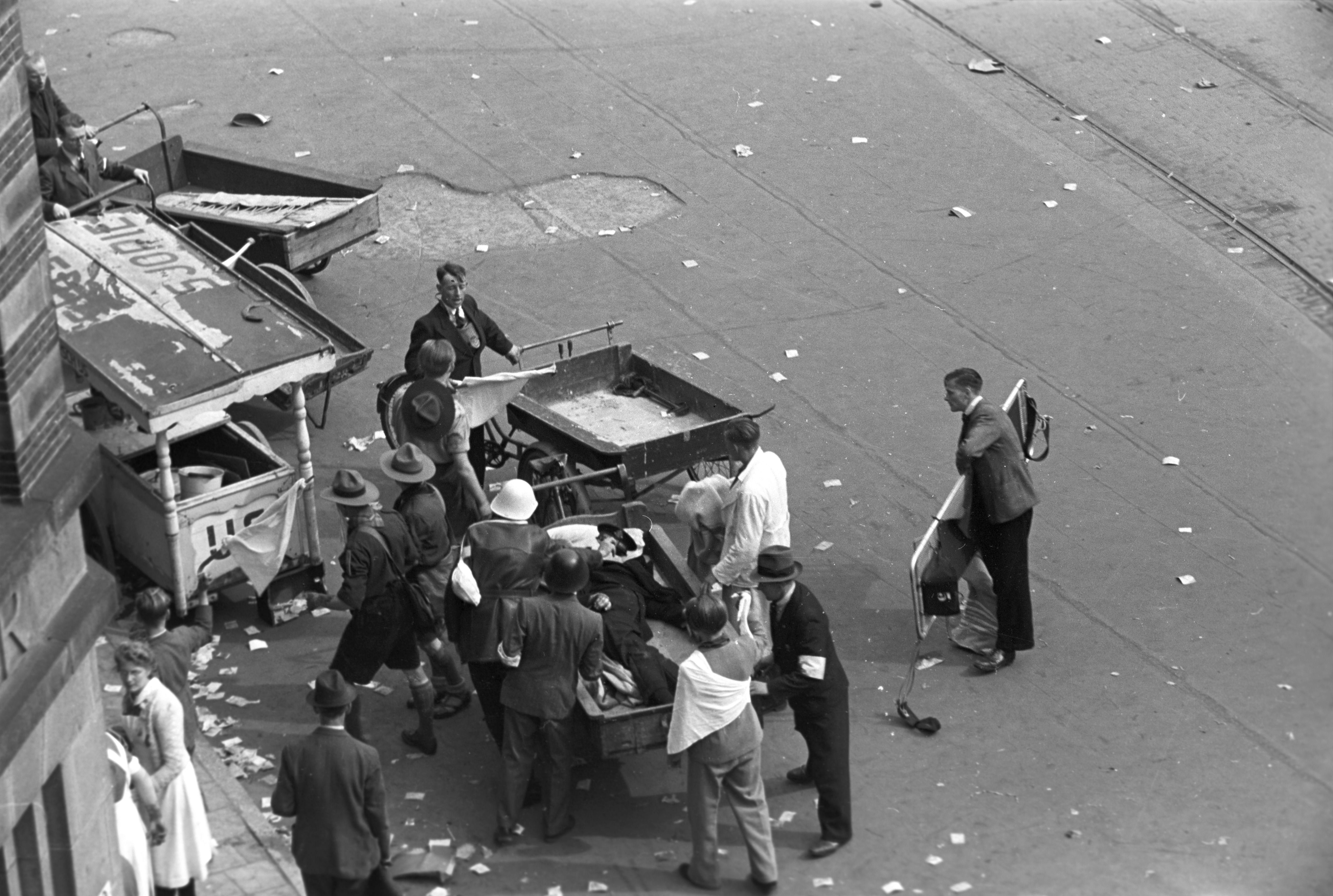
Náměstí Dam 7. května 1945. Druhá světová válka. Den osvobození. Zranění lidé na náměstí Dam v Amsterdamu poté, co německá vojska zahájila palbu na oslavující masy (22 zabitých, 120 zraněných).
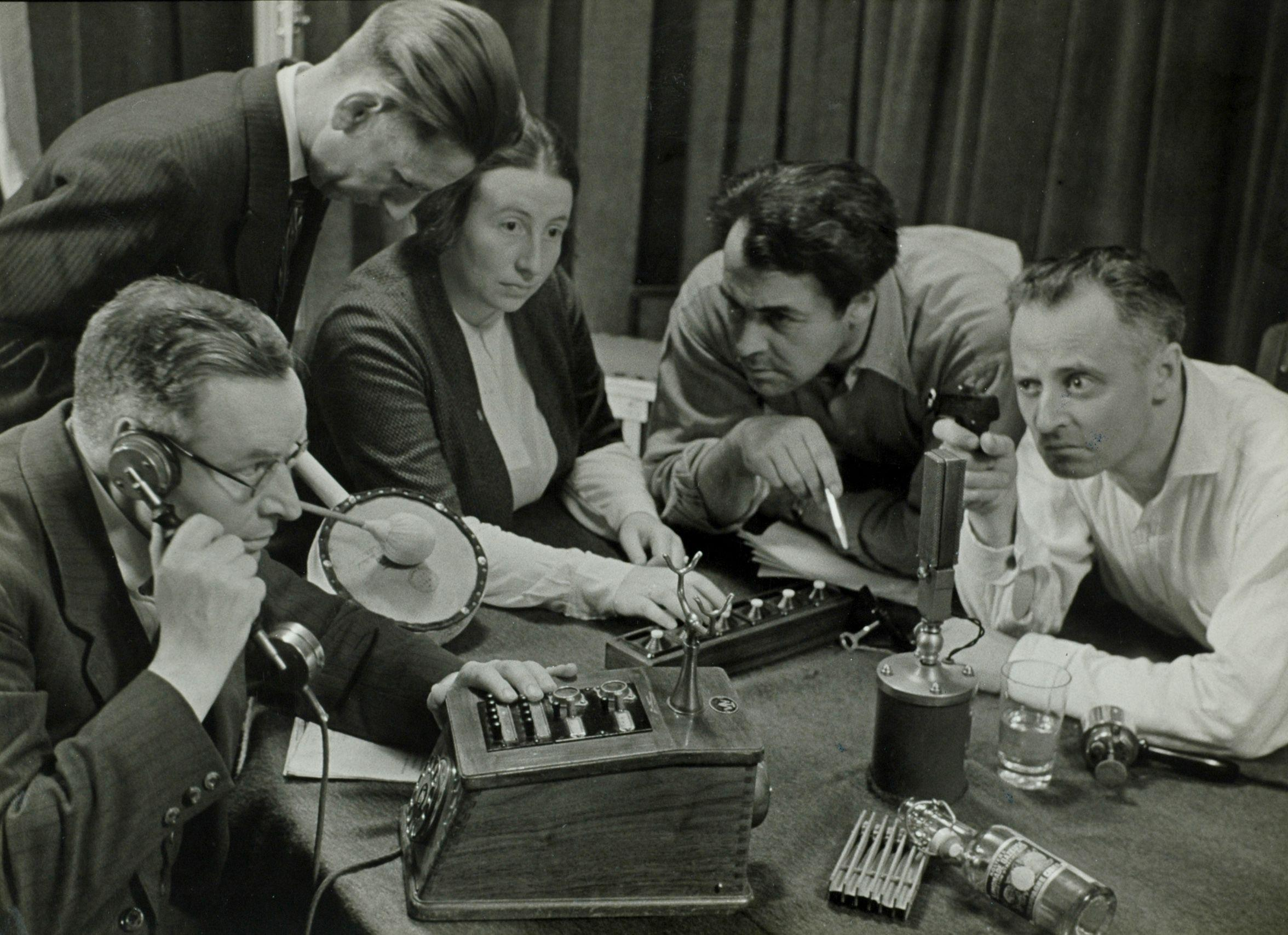
Herci pořizují radiovou nahrávku. Nizozemsko, 1949. Zařízení na stole, včetně pistole vpravo, jsou používány k produkci živých zvukových efektů během představení.